# Eucalyptus guilfoylei
Eucalyptus guilfoylei är en myrtenväxtart som beskrevs av Joseph Henry Maiden. Eucalyptus guilfoylei ingår i släktet Eucalyptus och familjen myrtenväxter. Inga underarter finns listade i Catalogue of Life.